# Levocetirizină
Levocetirizina (cu denumirea comercială Xyzal) este un antihistaminic H1 derivat de piperazină, de generația a 2-a, fiind utilizat în tratamentul alergiilor. Printre acestea se numără urticaria cronică idiopatică și rinita alergică. Calea de administrare este orală (comprimate, soluție orală).
Molecula a fost aprobată pentru uz medical în Statele Unite în 2007. Este disponibilă sub formă de medicament generic.

## Utilizări medicale
Levocetirizina este utilizată ca tratament simptomatic în alergii:
- Rinită alergică
- Urticarie cronică idiopatică
- Congestie nazală

## Reacții adverse
Fiind un antihistaminic de generația a 2-a, produce foarte rar sau deloc somnolență, fatigabilitate și amețeli, dar poate produce cefalee și xerostomie. Spre deosebire de alte antihistaminice, prezintă avantajul unui risc foarte scăzut de reacții adverse cardiovasculare, întrucât nu produce produce prelungirea intervalului QT la pacienții adulți sănătoși.